# Akademie der Bildenden Künste Prag
Die Akademie der Bildenden Künste, Prag (tschechisch Akademie výtvarných umění v Praze (AVU); englisch Academy of Fine Arts Prague) ist eine universitäre Hochschule für Bildende Künste in Prag.

## Geschichte

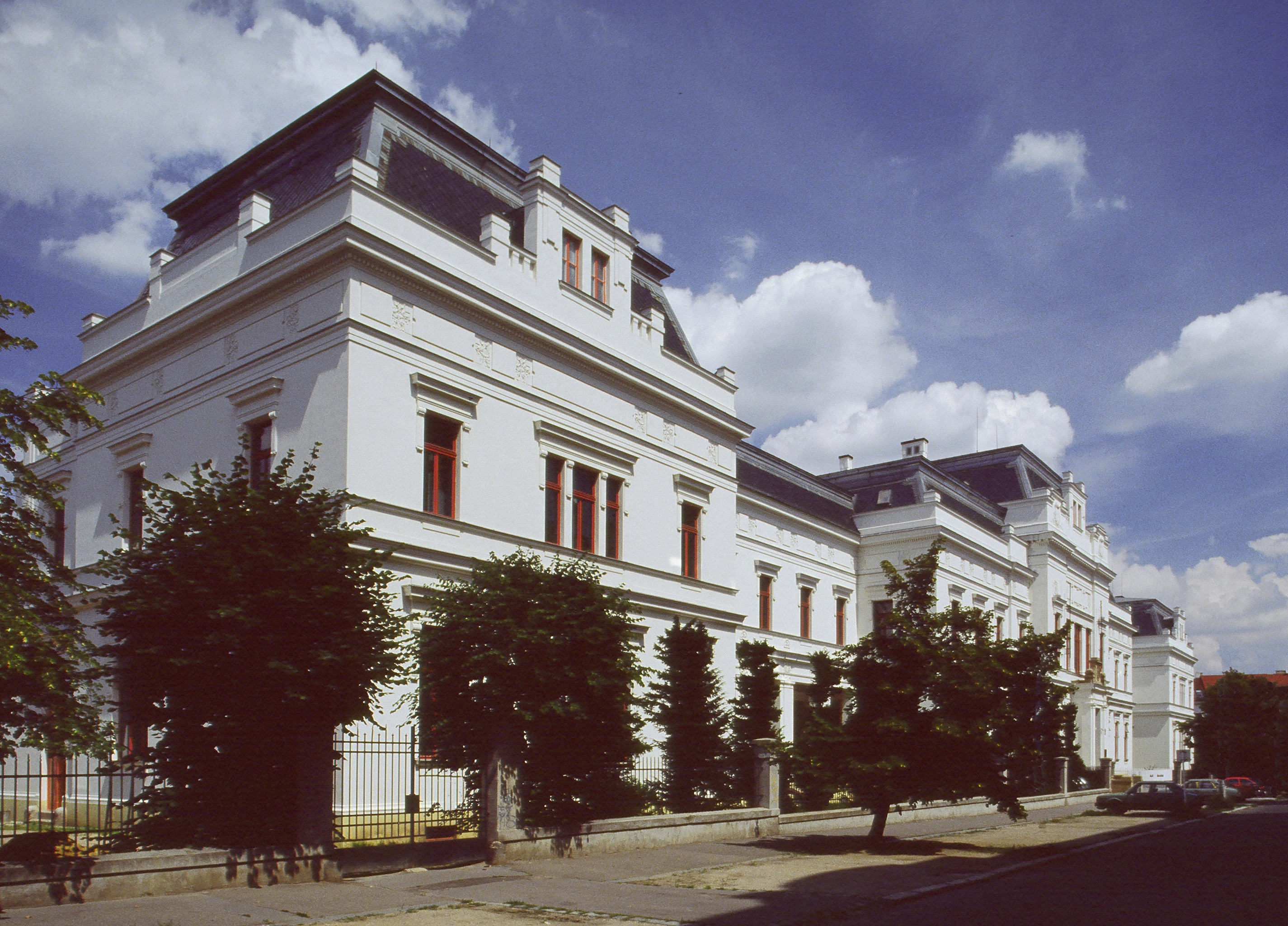
Hauptgebäude Akademie der Bildenden Künste

Die Akademie der Bildenden Künste (AVU) in Prag ist die erste Kunstschule in den böhmischen Ländern überhaupt. Die Akademie wurde auf Initiative der „Gesellschaft Patriotischer Kunstfreunde“ durch ein kaiserliches Dekret vom 10. Oktober 1799 gegründet und nahm im darauffolgenden Jahr 1800 ihre Tätigkeit auf.
Schrittweise entwickelte sich die Schule in Richtung romantischer Malerei, Landschaftsmalerei und später zum historischen Gemälde hin. 1896, als die Schule verstaatlicht wurde, erweiterte sich ihr Spektrum um die Bildhauerei und später noch um Architektur und Grafik. 1926 bekam die Akademie als erste in der Tschechoslowakei den Status einer Kunsthochschule. Die von Jan Kotěra gegründete Architekturschule stellt ein wichtiges Kapitel in der Geschichte der Akademie dar, die auch im europäischen Kontext von Bedeutung ist. 1947 wurde von Bohuslav Slánský die Restaurierungsschule gegründet. Diese ist durch ihre Methoden bis heute von europäischer Bedeutung.
František Kupka, ein Professor der Prager Akademie mit Sitz in Paris stellte das historische europäische Engagement dar. Er wurde von Prag bezahlt und hatte die Aufgabe, sich um die tschechischen Stipendiaten in Paris zu kümmern.
Die Kunstakademie hat heute Ateliers, die sich auf Malerei, Graphik, Bildhauerkunst, Architektur, Restaurierungskunst sowie Medien spezialisieren.

## Studios

### Malerei
- Malerei Klasse I – Jiří Sopko
- Malerei Klasse II – Vladimír Skrepl
- Malerei Klasse III – Michael Rittstein
- Maltechniken – Zdeněk Beran

### Zeichnen und Grafik
- Zeichnen Klasse I – Jitka Svobodová
- Zeichnen und Grafik Klasse II – Jiří Lindovský
- Zeichnen und Grafik Klasse III – Vladimír Kokolia

### Bildhauerei und Skulptur

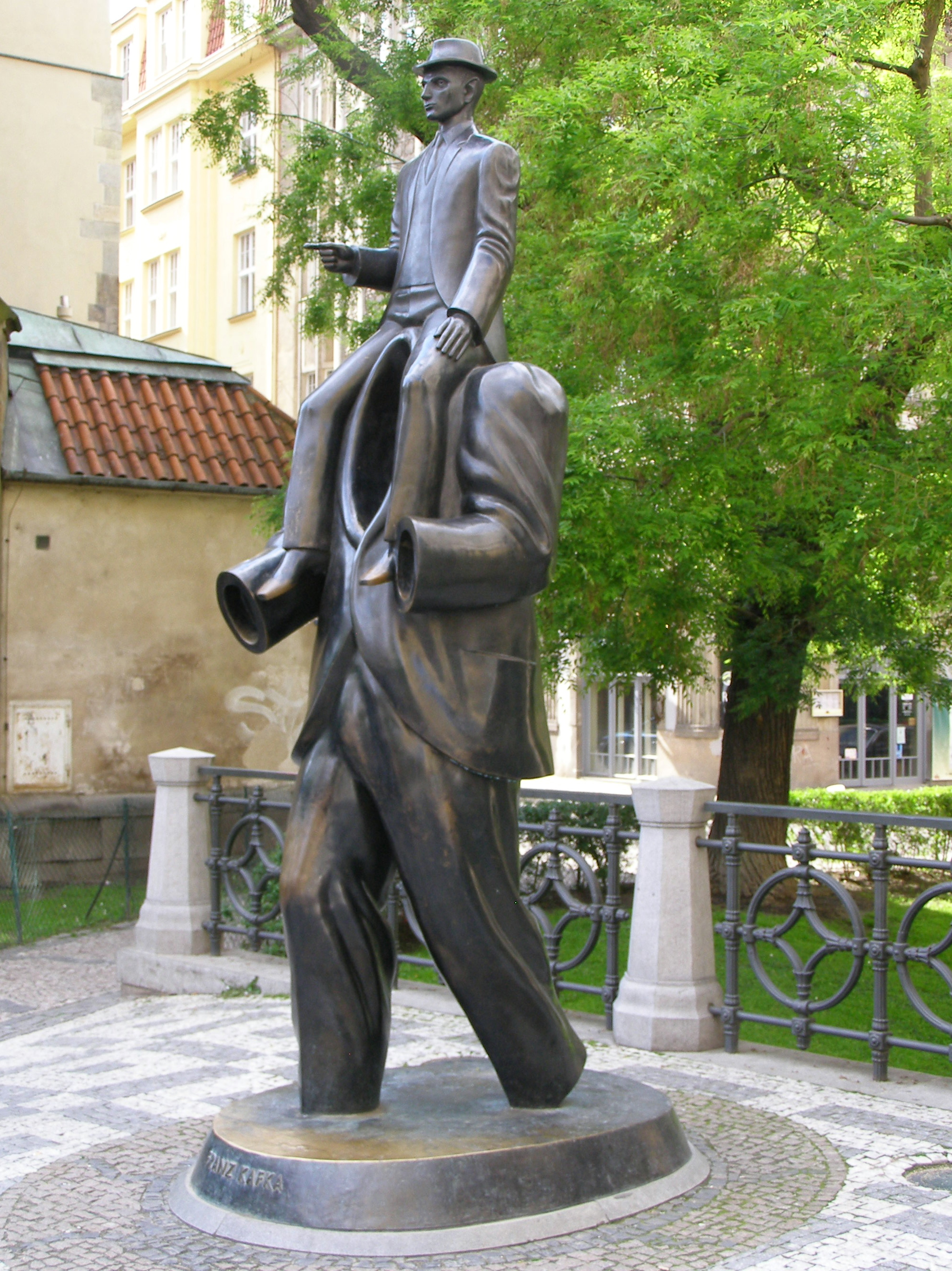
Franz-Kafka-Statue in Prag von Jaroslav Róna

- Bildhauerei Klasse I – Jaroslav Róna
- Bildhauerei Klasse II – Jindřich Zeithamml
- Skulptur und Metall Klasse III – Jan Hendrych

### Medien
- Medienwissenschaften Klasse I – Milan Knížák
- Konzeption Klasse II – Miloš Šejn
- Denkmalschutz Klasse III – Jiří Příhoda

### Neue Medien
- Neue Medien Klasse I – Michael Bielický
- Neue Medien Klasse II – Veronika Bromová

### Restaurierung
- Restaurierung Bild Klasse I – Karel Stretti
- Restaurierung Skulptur Klasse II – Petr Siegl

### Architektur
- Architekturklasse – Miroslav Šik

### Akt
- Aktzeichnen/Figürliche Darstellung – Peter Oriešek

## Bekannte Professoren
- Joseph Bergler (1753–1829), Bildhauer und Maler, erster Direktor der Kunstakademie zu Prag
- Bohuslav Fuchs (1895–1972), mährischer Architekt mit internationalen Einfluss
- Franz Kadlik (1786–1840), böhmischer Maler
- Johann Gottfried Gutensohn (1792–1851), deutscher Architekt
- Max Haushofer (1811–1866), deutscher Landschaftsmaler
- Leopold Rottmann (1812–1881), deutscher Landschaftsmaler
- Eduard von Engert (1818–1897), österreichischer Maler, Direktor der Kunstakademie zu Prag 1854–1865
- Jan Swerts (1820–1879), belgischer Maler, Direktor der Kunstakademie zu Prag von 1874–1879
- Josef Matyáš Trenkwald (1824–1897), deutscher Maler
- Julius Mařák (1832–1899), tschechischer Landschaftsmaler
- Alfred Woltmann (1841–1880), deutscher Kunsthistoriker
- Emil Lauffer (1837–1909), Maler, Direktor der Kunstakademie Prag
- Jakub Husník (1837–1916), tschechischer Maler
- Vojtěch Hynais (1854–1925), tschechischer Maler und Graphiker
- Franz Thiele (1868–1945), böhmischer Maler
- Jan Kotěra (1871–1923), tschechischer Architekt und Designer, Gründer der Architekturklasse
- František Kupka (1871–1957), tschechischer Maler
- August Brömse (1873–1925), deutsch-böhmischer Radierer und Maler
- Heinrich Hönich (1873–1957), Maler und Graphiker
- Willi Nowak (1886–1977), tschechischer Maler und Graphiker
- Bohuslav Slánský (1900–1980), tschechischer Maler und Restaurator, Gründer der Restaurierungsschule
- Josef Vietze (1902–1988)[2]
- Stanislav Kolibal (* 1925), tschechischer Bildhauer
- Milan Knížák (* 1940), tschechischer Aktions-, Klang- und Objektkünstler
- Miloš Šejn (* 1947), tschechischer Medienkünstler
- Michael Bielicky (* 1954), tschechisch-deutscher Medienkünstler, 1991 Gründungsdozent Abt. Neue Medien
- Vladimír Kokolia (* 1956), tschechischer Maler

## Bekannte Absolventen
- Heinrich Schödl (1777–1838), böhmischer Miniaturmaler
- Jakob Ginzel (1792–1862), böhmischer Maler
- August Kopisch (1799–1853), deutscher Maler und Schriftsteller
- Joseph von Führich (1800–1876), österreichischer Maler, Professor an der Wiener Akademie
- Arthur von Ramberg (1819–1875), österreichischer Maler und Zeichner
- Johann Kautsky (1827–1896), tschechischer Bühnenbild- und Landschaftsmaler
- Jan Matejko (1838–1893), polnischer Maler
- Gabriel von Max (1840–1915), deutscher Historienmaler, Professor an der Akademie der Bildenden Künste München
- Mikoláš Aleš (1852–1913), tschechischer Maler und Illustrator
- Václav Jansa (1859–1913), tschechischer Maler
- Viktor Oliva (1861–1928), tschechischer Maler und Graphiker
- Bohuslav Dvořák (1867–1951), tschechischer Maler
- Rihard Jakopie (1869–1943), slowakischer impressionistischer Maler und Kunsttheoretiker
- Richard Teschner (1879–1948), österreichischer Künstler
- Hugo Steiner-Prag (1880–1945), österreichisch-deutscher Maler und Illustrator
- Max Oppenheimer (1885–1954), österreichischer Maler
- Jan Zrzavý (1890–1977), tschechischer Maler, Grafiker, Illustrator
- Božidar Jakac (1899–1989), slowenischer Maler, Grafiker, Fotograf und Hochschullehrer
- Irma Lang-Scheer (1901–1986), akademische Malerin
- Koloman Sokol (1902–2003), slowakischer Künstler, Professor in Mexiko, USA, Slowakei
- Franz Rudolf Wanka (1908–1976), deutscher Maler
- Emil Kotrba (1912–1983), Maler, Grafiker und Zeichner
- Erhard Theodor Astler (1914–1998), Maler, Grafiker und Zeichner
- Peter Weiss (1916–1982), deutscher Schriftsteller, Maler und Grafiker
- Gerfried Schellberger (1918–2008), deutscher Maler und Autor
- Miroslav Tichý (1926–2011), tschechischer Fotograf und Maler
- Jehuda Bacon (* 1929), israelischer bildender Künstler, Professor in Jerusalem, London, New York
- Vladimír Suchánek (1933–2021), tschechischer Briefmarkenkünstler
- Aleš Veselý (1935–2015), tschechischer Künstler
- Josef Žáček (* 1951), tschechischer Maler
- Milan Kunc (* 1944), tschechischer Maler
- Norvin Leineweber (* 1966), deutscher Bildhauer und Grafiker
- Jan Šépka (* 1969), Architekt und Professor